# María José Cumplido
María José Cumplido Baeza (Santiago de Chile, 15 de marzo de 1988) es una historiadora, política y activista chilena. 

## Biografía
Nacida en Santiago, Cumplido se tituló de historiadora por la Pontificia Universidad Católica de Chile.
En 2014 se convirtió en editora de Memoria Chilena, el proyecto digital patrimonial de la Biblioteca Nacional de Chile. Desde entonces se ha dedicado a la divulgación histórica: en 2017 publicó su primer libro, titulado Chilenas: la historia que construimos nosotras, que fue uno de los libros de historia más vendidos del año. Al año siguiente publicó Chilenas rebeldes y una segunda parte fue lanzada en 2019. 
En 2020 publicó su primer libro juvenil, De Hernando a Magallanes.
En 2021 publicó Las diez marchas que cambiaron Chile.
En abril de 2021 fue candidata por el Partido Liberal a un cupo como convencional constituyente por el distrito n° 11 en las elecciones de 2021, obteniendo 3903 votos, equivalentes al 1,02% En octubre del mismo año fue candidata a diputada por el distrito n°10 en las elecciones parlamentarias, obteniendo 4499 votos, equivalentes al 0,98%.
El 1 de marzo de 2023 asumió como directora ejecutiva de Fundación Iguales, convirtiéndose en la tercera mujer en liderar la organización desde su creación.

## Historial electoral

### Elecciones de convencionales constituyentes de 2021
- Elecciones de convencionales constituyentes por el distrito 11 (Peñalolén, Las Condes, La Reina, Vitacura y Lo Barnechea), Región Metropolitana[8]

| Candidato                   | Pacto                          | Partido | Votos  | %     | Resultado                  |
| --------------------------- | ------------------------------ | ------- | ------ | ----- | -------------------------- |
| Marcela Cubillos Sigall     | Vamos por Chile                | ILXP    | 84 055 | 21,85 | Convencional constituyente |
| Hernán Larraín Matte        | Vamos por Chile                | Evopoli | 29 373 | 7,63  | Convencional constituyente |
| Constanza Schonhaut Soto    | Apruebo Dignidad               | CS      | 21 536 | 5,60  | Convencional constituyente |
| Constanza Hube Portus       | Vamos por Chile                | UDI     | 18 804 | 4,89  | Convencional constituyente |
| Bernardo Fontaine Talavera  | Vamos por Chile                | ILXP    | 16 745 | 4,35  | Convencional constituyente |
| Soledad Mella Vidal         | La Lista del Pueblo            | ILXT    | 12 839 | 3,34  |                            |
| Paulina Kantor Pupkin       | Vamos por Chile                | Evopoli | 12 453 | 3,24  |                            |
| Patricio Fernández Chadwick | Lista del Apruebo              | Ind-PL  | 11 886 | 3,09  | Convencional constituyente |
| Sara Larraín Ruiz-Tagle     | Lista del Apruebo              | ILYB    | 11 320 | 2,95  |                            |
| Henry Boys Loeb             | Independiente (Fuera de Pacto) | Ind.    | 11 022 | 2,87  |                            |
| Mariana Aylwin Oyarzún      | Independientes por Chile       | ILZY    | 10 690 | 2,78  |                            |
| Carolina Pérez Dattari      | Apruebo Dignidad               | RD      | 4393   | 1,14  |                            |
| Javiera Toro Cáceres        | Apruebo Dignidad               | COM     | 4389   | 1,14  |                            |
| María José Cumplido Baeza   | Lista del Apruebo              | PL      | 3903   | 1,02  |                            |

### Elecciones parlamentarias de 2021
- Elecciones parlamentarias de 2021, a Diputado por el distrito 11 (La Reina, Las Condes, Lo Barnechea, Peñalolén y Vitacura)[9]

| Candidato                      | Pacto                   | Partido | Votos  | %     | Resultados |
| ------------------------------ | ----------------------- | ------- | ------ | ----- | ---------- |
| Gonzalo de la Carrera Correa   | Frente Social Cristiano | PRCh    | 46 032 | 11,15 | Diputado   |
| Francisco Undurraga Gazitúa    | Chile Podemos Más       | EVOP    | 43 372 | 10,50 | Diputado   |
| Guillermo Ramírez Diez         | Chile Podemos Más       | UDI     | 40 321 | 9,76  | Diputado   |
| Tomás Hirsch Goldschmidt       | Apruebo Dignidad        | Ind-COM | 28 501 | 6,90  | Diputado   |
| Catalina del Real Mihovilovic  | Chile Podemos Más       | RN      | 28 300 | 6,85  | Diputada   |
| Gonzalo Fuenzalida Figueroa    | Chile Podemos Más       | RN      | 23 420 | 5,67  |            |
| Cristián Araya Lerdo de Tejada | Frente Social Cristiano | PRCh    | 16 734 | 4,05  | Diputado   |
| Miguel Concha Manso            | Apruebo Dignidad        | RD      | 16 612 | 4,02  |            |
| Luz Poblete Coddou             | Chile Podemos Más       | EVOP    | 16 550 | 4,01  |            |
| Karin Luck Urban               | Chile Podemos Más       | RN      | 5584   | 1,35  |            |
| María José Cumplido Baeza      | Apruebo Dignidad        | PL      | 4499   | 0,98  |            |

## Libros
- Chilenas: la historia que construimos nosotras (2017)
- Chilenas Rebeldes (2018)
- Chilenas Rebeldes 2 (2019)
- De Hernando a Magallanes (2020)
- Las diez marchas que cambiaron Chile (2021)
- Oro triste: diarios de obreras feministas 1905-1908 (2025)